# Giun có đai sinh dục
Clitellata là một lớp giun đốt, đặc trưng bởi có một "búi tuyến da" - hình thành một cái kén sinh sản trong một phần của cuộc  đời của chúng. Clitellata bao gồm khoảng 8.000 loài. Không giống như lớp Polychaeta, chúng không có tơ bên và đầu kém phát triển.

## Môi trường sống
Hầu hết Clitellata sống trên mặt đất, trong nước ngọt hoặc trong các đại dương.